# Donja Crnča
Donja Crnča (cyr. Доња Црнча) – wieś w Bośni i Hercegowinie, w Republice Serbskiej, w gminie Višegrad. W 2013 roku liczyła 491 mieszkańców.